# Hilda Geiringer
Hilda Geiringer (também conhecida como Hilda von Mises e Hilda Pollaczek-Geiringer; Viena, 28 de setembro de 1893 – Santa Bárbara, Califórnia, 22 de março de 1973) foi uma matemática austríaca.

## Vida
Nasceu em Viena em 1893, em uma família judaica. Seu pai, Ludwig Geiringer, nasceu na Hungria, e sua mãe, Martha Wertheimer, era de Viena. Seus pais casaram quando seu pai trabalhava em Viena como empregado na indústria têxtil.

### Universidade de Viena
Quando na escola secundária Hilda mostrou grandes habilidades em matemática. Seus pais a apoiaram financeiramente para que ela pudesse estudar matemática na Universidade de Viena, onde obteve um doutorado em 1917, orientada por Wilhelm Wirtinger, com a tese "Trigonometrische Doppelreihen", sobre séries de Fourier em duas variáveis. Nos dois anos seguintes foi assistente de Leon Lichtenstein, editando o Jahrbuch über die Fortschritte der Mathematik.

### Instituto de Matemática Aplicada de Berlim
Em 1921 Geiringer foi para Berlim onde foi assistente de Richard von Mises no Instituto de Matemática Aplicada. No mesmo ano casou com Felix Pollaczek. Hilda e Felix tiveram uma filha em 1922, chamada Magda, mas depois se separaram. Após o divórcio Geiringer continuou trabalhando para von Mises.
Embora treinada em matemática pura, Geiringer começou a trabalhar com matemática aplicada, a fim de se adequar com o trabalho desenvolvido no Instituto de Matemática Aplicada. Trabalhou nesta época com estatística, teoria das probabilidades e também com plasticidade. Submeteu seu trabalho de habilitação a fim de se qualificar como professora da Universidade de Berlim, porém não foi inicialmente aceita. Geiringer perdeu seu direito de lecionar na universidade em dezembro de 1933. De fato, Geiringer foi indicada para lecionar na posição de professora extraordinária em 1933, mas a proposta foi suspensa devido à Gesetz zur Wiederherstellung des Berufsbeamtentums (lei alemã sobre a restauração da função pública de 7 de abril de 1933) foi efetivada dois meses depois que Adolf Hitler assumiu o poder. Esta lei desqualificou os judeus para servirem como mestres, professores universitários, juízes ou qualquer posição no governo da Alemanha. Geiringer abandonou a Alemanha após ser demitida da Universidade de Berlim, e seguiu com Magda para Bruxelas, onde foi indicada para o Instituto de Mecânica, iniciando a aplicar matemática na teoria da vibração.

### Istambul
Em 1934, Geiringer acompanhou von Mises para Istambul, onde foi indicada como professora de matemática e continuou suas pesquisas em matemática aplicada, estatística e teoria das probabilidades. Enquanto na Turquia Geiringer tornou-se intrigada com os princípios básicos da genética, formulados pelo monge augustiniano Gregor Mendel. Entre 1935 e 1939 ocupou-se com a aplicação da teoria da probabilidade, à qual contribuiu com von Mises. Hilda Geiringer foi uma pioneira das disciplinas emergentes como genética molecular, genética humana, genética vegetal, hereditariedade humana, genômica, bioinformática, biotecnologia, engenharia biomédica e engenharia genética, entre outras. Seu reconhecimento não recebeu créditos suficientes a seu trabalho pioneiro principalmente porque foi realizado em Istambul e publicado em periódicos da Turquia escritos em língua turca.

### Estados Unidos
Após a morte de Mustafa Kemal Atatürk em 1938, Geiringer e sua filha foram para o Bryn Mawr College em Pensilvânia, Estados Unidos, onde Geiringer obteve uma posição de Lecturer.
Durante 1942 apresentou um curso de verão sobre mecânica na Universidade Brown em Providence, Rhode Island, com o propósito de elevar o nível educacional dos Estados Unidos aos patamares atingidos pela Alemanha. Escreveu sua marcante série de lições sobre os fundamentos geométricos da mecânica que, embora não tivessem sido regularmente publicados, foram amplamente disseminadas e usadas nos Estados Unidos durante muitos anos. Atualmente, mesmo que a Universidade Brown jamais tivesse oferecido a Geiringer um emprego vitalício, a universidade se auto-credita como o berço destas "notas mimeografadas".

### Casamento com Richard Edler von Mises
Geiringer e von Mises casaram em 1943 e, no ano seguinte, ela deixou seu cargo em tempo parcial e não bem remunerado no Bryn Mawr College a fim de ficar mais próxima dele, e por ter recebido no Wheaton College de Massachusetts seu primeiro emprego permanente nos Estados Unidos. Assumiu seu cargo de professora e chairman do Departamento de Matemática. Lecionou no colégio durante a semana e todo final de semana viajava para Cambridge, a fim de permanecer em companhia de von Mises.
Por muitas razões esta situação não era boa. A faculdade de matemática tinha apenas dois membros e Geiringer desejava trabalhar em um local onde estivesse entre matemáticos fazendo pesquisa.

### Discriminação
Geiringer se candidatou para cargos em outras universidade da Nova Inglaterra, mas estas buscas falharam devido à discriminação bastante aberta contra as mulheres. Geiringer teve outro golpe para superar: ela nunca dissociou-se de sua educação judaica. No entanto, ela absorveu tudo de forma notavelmente calma, acreditando que se ela poderia fazer algo para as futuras gerações de mulheres, então teria conseguido algo positivo. Ela também nunca desistiu de suas pesquisas enquanto no Wheaton College. Em 1953 escreveu:
"tenho de trabalhar cientificamente, além do meu trabalho de faculdade. Esta é uma necessidade para mim; eu nunca parei desde meus tempos de estudante, é a necessidade mais profunda da minha vida."
Uma resposta a uma solicitação de emprego que ela recebeu foi bastante típica:
"Estou certo de que o nosso Presidente (reitor) não aprovaria uma mulher. Nós temos algumas mulheres na nossa equipe, assim não trata-se apenas de preconceito contra as mulheres, mas é, em parte, que não queremos contratar mais mulheres se podemos contratar homens."
Em 23 de junho de 1939 o professor de astronomia da Universidade Harvard Harlow Shapley escreveu a seu pedido para o Radcliffe College, que operava como escola irmã de Harvard. Embora o colégio chamasse instrutores e outros recursos de Harvard, as graduadas de Radcliffe não obtiveram nenhum grau de Harvard até 1963. Mesmo que Geiringer fosse uma matemática e professora melhor que Harvard poderia fornecer às mulheres em Radcliffe, a Geiringer nunca foi oferecido um emprego verdadeiro pelas duas instituições.
Em uma carta de 7 de março de 1941, Oswald Veblen, escrevendo a seu pedido, relatou: "Você sabe naturalmente que existe uma demanda crescente de conhecimentos sobre estatística em diversas ciências. É muito desejável que quando possível os cursos de estatística devem ser dados por pessoas que estão bem fundamentadas matematicamente, bem como interessadas em suas aplicações. Os professores que satisfazem estas condições não são comuns de serem encontrados." Ele concluiu este pensamento com "Mrs. Geiringer é talvez a única mulher que satisfaz ambas as condições." Três dias depois, Hermann Weyl escreveu: "Em seu campo de matemática aplicada, e especialmente em estatística matemática, ela é uma estudiosa de primeira linha de grande experiência e realização." Acrescentou então, "em minha opinião a matemática aplicada, que faz a ponte entre matemática abstrata com as mais concretas ciências vizinhas, tem até agora sido indevidamente negligenciada neste país; que nas atuais circunstâncias a sua importância tem aumentado consideravelmente."
Em 28 de maio de 1943 ela escreveu para Hermann Weyl no Instituto de Estudos Avançados de Princeton. “Eu estou certamente consciente do fato de que é difícil para um refugiado + mulher encontrar alguma coisa. No entanto eu não vou desistir. Não preciso dizer que uma posição de pesquisa seria tão bem-vinda para mim como lecionar.” “Espero que haverá melhores condições para as próximas gerações de mulheres", escreveu ela. “Enquanto isso, a gente tem que ir tão bem quanto possível.”

### Trabalho em Harvard
Em 1953 Richard von Mises morreu e no ano seguinte Geiringer, embora mantendo o seu trabalho no Wheaton College, começou a trabalhar na Universidade Harvard, completando e editar muitas das obras inacabadas de von Mises. Para fazer isso, no entanto, ela teve de garantir uma bolsa do Office of Naval Research e foi nesta ocasião que Harvard ofereceu-lhe uma posição temporária como pesquisadora em matemática. É interessante notar que, apesar de a Hilda Geiringer nunca ter sido oferecido um cargo de professora, nos seus arquivos da Universidade Harvard é possível encontrar nada menos do que oito caixas ostentando o título “MISES, HILDA VON (Sra Richard von Mises, conhecida profissionalmente como Hilda Geiringer) (Matemática Aplicada)” HUG 4574.142. O conteúdo destas caixas envolve apenas material profissionais, tal como seus "discursos e variantes de trabalhos publicados ... algumas cartas relacionadas e dois diários. As caixas 2 e 3 contêm manuscritos relacionados com itens publicados e tem números referentes à bibliografia em HUG 4574.160.” Em 1956 a Universidade de Berlim, talvez para aliviar a culpa do grupo, talvez para adicionar um nome luminar à sua lista, elegeu-a Professor Emérito e colocou-a com salário integral. Em 1959 ela formalmente aposentou-se do Wheaton College e, no ano seguinte, sua faculdade a homenageou com o título de um doutorado honorário em ciência.